# Les Souhaits ridicules
Les Souhaits ridicules est un conte populaire, dont la version la plus célèbre est celle de Charles Perrault, parue une première fois dans Le Mercure galant en 1693, puis rattachée aux Contes de ma mère l'Oye à partir de l'édition de 1781, « première édition complète ».

## Histoire
Jupiter apparaît devant un bûcheron, et lui offre de réaliser trois souhaits. De retour chez lui, le bûcheron prend conseil auprès de sa femme qui, rêvant déjà de richesses, le convainc de remettre au lendemain la formulation des souhaits après une nuit de réflexion. Mais, alors qu'il se repose de sa journée près du feu, le bûcheron formule par mégarde une envie de boudin. Jupiter exauce son vœu. Sa femme lui reproche d'avoir utilisé son vœu à une chose futile alors qu'il aurait pu obtenir un empire. Le bûcheron s'emporte et demande par colère que le boudin lui pende au nez. Ce second souhait est exaucé. 

Avec le souhait qui lui reste, il pourrait devenir roi, mais la reine garderait son boudin au nez. Il pourrait aussi rendre son aspect à son épouse, mais ils resteraient simples bûcherons. Il laisse finalement sa femme décider de son destin : 
De devenir une grande Princesse
En conservant l'horrible nez qu'elle a,
Ou de demeurer Bûcheronne

Avec un nez comme une autre personne
Celle-ci préfère continuer de plaire et le bûcheron utilise son vœu pour lui rendre son état. 

## Analyse

### Le réalisme satirique
À l'inverse des contes merveilleux, Les Souhaits ridicules se veut proche de la réalité sociale de l'époque. Perrault place ici la focale plus moralisatrice en prenant le peuple et ses vices comme objets principaux de cette satire sociale. L'auteur s'inscrit dans une vision pessimiste, où le déterminisme social ne laisse aucune chance à l'individu d'échapper à sa condition initiale. L'auteur apparaît en outre comme anti-populaire, parce qu'il n'hésite pas à intégrer dans sa morale une violente critique des paysans. D'après Perrault, ceux-ci, par leur simplicité d'esprit (illustrée dans le conte par le gâchis des vœux par Blaise), méritent leur condition misérable.

### Le registre burlesque
Le registre burlesque est un art du décalage et consiste à adopter un ton grotesque pour une situation dramatique ou l'inverse. Il mélange différents niveaux de langues, eux-mêmes en décalage par rapport à la condition des personnages. Perrault adopte un style très soutenu pour évoquer le désir de mort du bûcheron « Aller reposer aux bord de l'Achéron », puis un niveau de langue soutenu pour évoquer un objet trivial comme le boudin, évoquant le désir sexuel du peuple.

### La modernité de Perrault
Par ce décalage de registres, l'auteur souhaite dénigrer les conventions littéraires de son époque et en cela apparaît comme un véritable Moderne. En effet, dans le conte, ce ne sont plus des fées qui permettent au personnage de poursuivre sa quête ; ici, elles sont remplacées par Jupiter. Cette référence à la mythologie participe du jeu littéraire de Perrault.

### Textes complets sur Wikisource
Charles Perrault
- Les Souhaits ridicules, version moderne

Charles Deulin
- Les Contes de ma mère l’Oye avant Perrault, Les Souhaits ridicules (1878)